# Ямамотояма Рюта
Ямамотояма Рюта (яп. 山本山龍太 ямамотояма рю:та) (или просто «Яма»); род. 8 мая 1984 года) — бывший профессиональный борец сумо родом из города Сайтама, префектуры Сайтама, Япония. Свой профессиональный дебют сделал в январе 2007 года, до высшей лиги макуути добрался в январе 2009. Высочайший ранг, которого он достиг (в мае 2009 года) — маэгасира № 9. Обладая весом в 265 кг, он был самым тяжёлым борцом сумо японского происхождения и предположительно самым тяжёлым в истории этническим японцем. В апреле 2011 Японская ассоциация сумо вынудила его уйти в отставку после того, как было установлено, что он и ещё 22 борца участвовали в договорных матчах. В настоящее время Ямамотояма проживает в Лос-Анджелесе и участвует в выступлениях и любительских турнирах сумо, часто вместе с другим бывшим борцом — Уламбаярыном Бямбажавом.

## Карьера в сумо

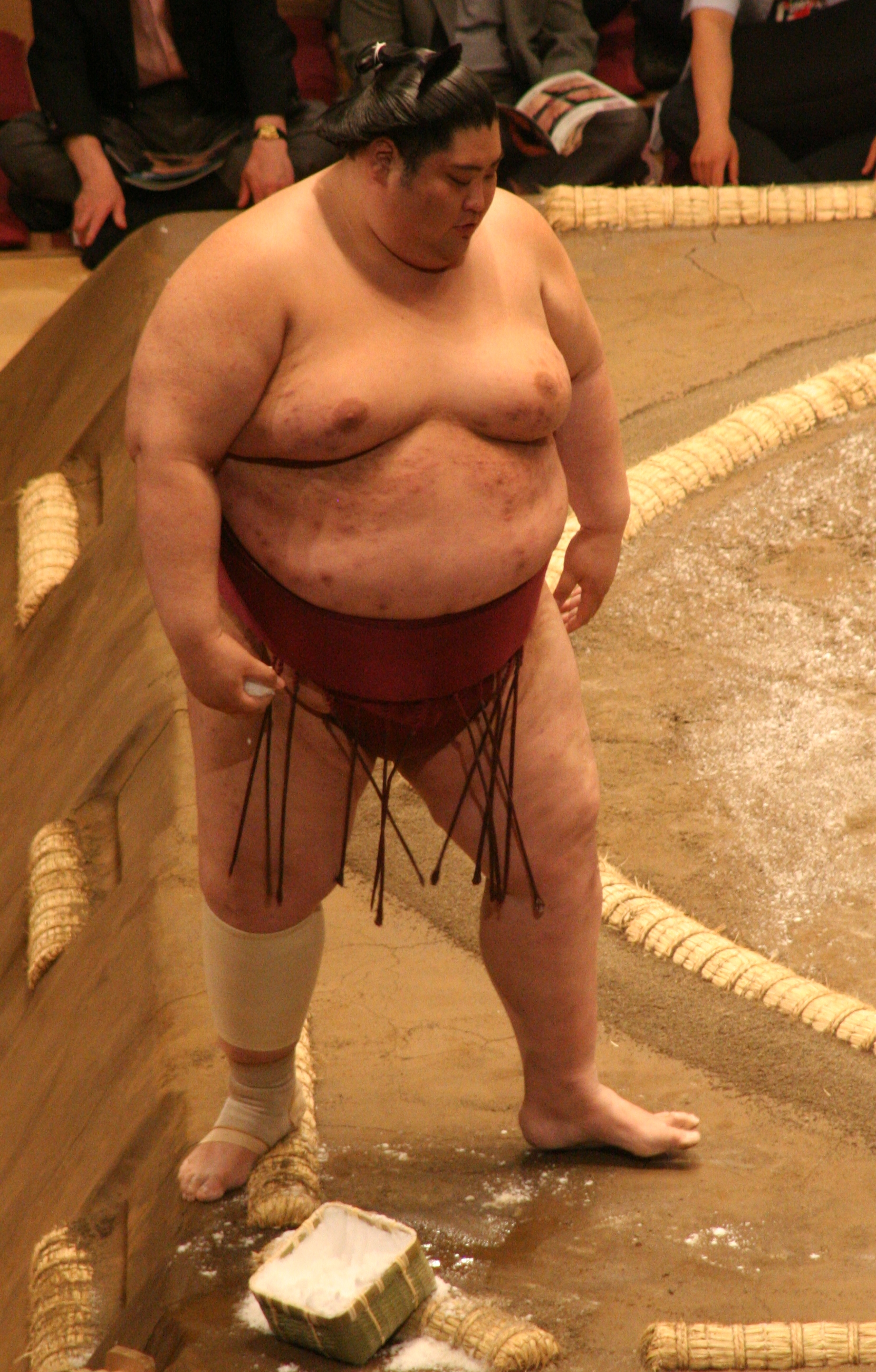
Ямамотояма в мае 2009

Перед поступлением в университет Ниппон (2003 год) Ямамотояма выиграл несколько местных, национальных и мировых чемпионатов по сумо. Учась в университете, выиграл 5 чемпионатов. Ему предложили начать карьеру рикиси с позиции макусита-цукэдаси. Но он начал карьеру профессионального борца с дивизиона дзёнокути, в составе хэи Оноэ. В 2007 он установил рекорд, как самый тяжёлый новобранец (233 кг). Предыдущий рекорд принадлежал Цуруга (Хокутомори, 205 кг), который поступил в профессиональное сумо в 1994 году. Сикона Ямамотояма образована простым добавлением суффикса Яма (гора) к его собственной фамилии. Это обычная практика для борцов низших рангов, но Ямамотояма сохранил сикону даже после достижения ранга сэкитори. Он использует свою сикону как бренд, заключив сделку с известным производителем нори и чая[уточнить].
Ямамотояма быстро продвигался наверх, перед достижением второй лиги дзюрё (на турнире в сентябре 2008 года) получил только один макэкоси (преобладание поражений над победами по результатам турнира). Перед повышением он предстал перед фотографами с двумя сумками риса и объяснил репортёрам, что стремится к весу в 241 кг, чтобы побить рекорд для японского рикиси (который в то время принадлежал Сусаноуми). Только два борца весили больше, чем Ямамотояма: гаваец одзеки Конисики (283 кг) и уроженец России сандаммэ Орора (271 кг). По одному из сообщений, Ямамотояма за один приём пищи съел 146 суси.
Пройдя за два турнира лигу дзюрё, Ямамотояма продвинулся в высшую лигу макуути (дебютировав на январском турнире 2009 года). Всего для достижения высшей лиги ему понадобилось пройти 12 турниров (как и бывшему одзэки Тотиадзума). Это один из лучших результатов в истории. На дебютном турнире в лиге макуути он добился показателя кати-коси (8-7), на следующем (в марте 2009) повторил (8-7) этот результат. На майском турнире 2009 у него не получилось добиться показателя кати-коси (второй раз за всю его карьеру).
На июльском турнире 2009 Ямамотояма страдал от растяжения грудной мышцы, вызванной двумя падениями на дохё в двух схватках против борца Вакакою на 9-й день турнира. Первый раз за карьеру ему пришлось оставить турнир. В результате сентябрьский турнир он встретил, находясь в лиге дзюрё. Там он показал результат 9-6, этого оказалось достаточно для немедленного возвращения в лигу макуути. Ноябрьский турнир Кюсю-басё богатырь встретил в плохом состоянии, повредив правый локоть в ходе октябрьского тура, и в итоге оставил турнир, одержав только две победы после того, как у него нашли грипп. Оставаясь в лиге дзюрё, он повредил коленную связку на 11-й день июльского турнира 2010 года и был вынужден покинуть турнир. Заработав растяжение на первый день сентябрьского турнира, был вынужден оставить турнир и в результате скатился в лигу макусита. Потеряв статус сэкитори, вернулся к чёрной работе в хэе Оноэ, став шеф-поваром (приготовление тянко). Из-за травмы он не мог тренироваться, а только прогуливаться. Находясь в ранге макуситы № 13, он после первой же схватки оставил ноябрьский турнир. Ввиду продолжительного отсутствия борец скатился в четвёртую лигу сандаммэ. Он мог бы принять участие в мартовском турнире 2011 года в ранге сандаммэ № 31, однако этот турнир был отменён.

## Отставка

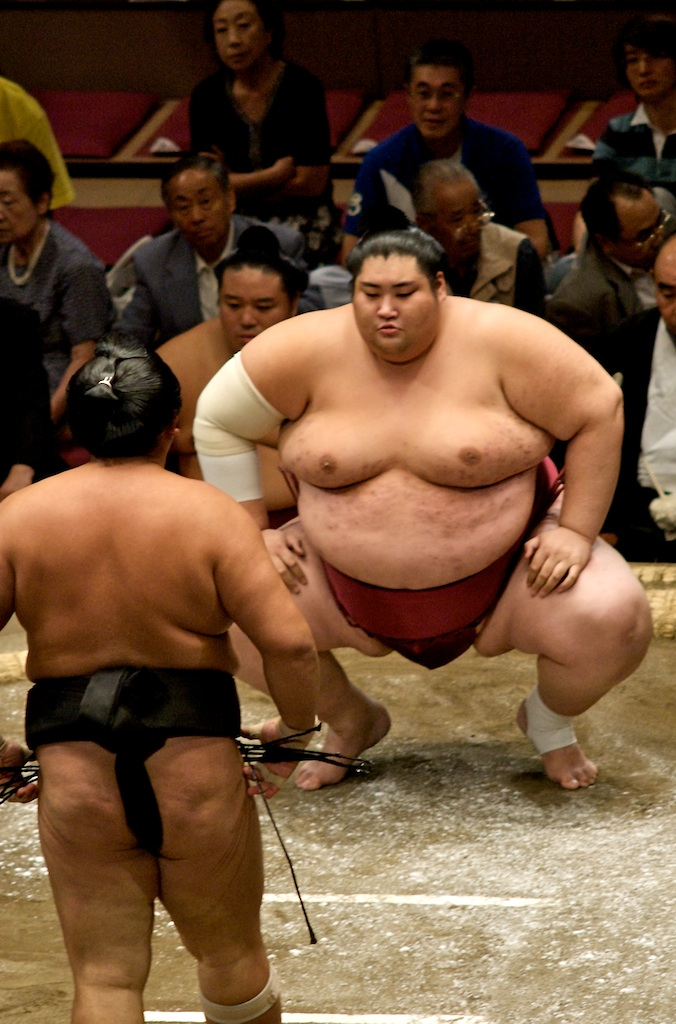
Ямамотояма

В апреле 2011 года Японская ассоциация сумо вынудила 22 борца сумо (в том числе и Ямамотояму) уйти в отставку после расследования обвинений об участии в договорных поединках. Расследование началось с обнаружения текстовых сообщений на мобильном телефоне товарища Ямамотоямы, борца лиги дзюрё Касуганисики, который упоминал об участии Ямамотоямы в договорных матчах. Ямамотояма c гневом прокомментировал решение, заявив: «Ассоциация составила мнение с самого начала, заявив, что я обманщик, и даже не выслушав меня». 5 апреля он посетил арену Рёгоку Кокугикан, чтобы подписать бумаги о своей отставке вместе с товарищами по хэя Сакаидзавой и Сирононами, вина которых была также установлена. В сентябре 2011 Ямамотояма провёл церемонию отставки в Tokyo Prince Hotel вместе с Сакаидзавой.

## После отставки

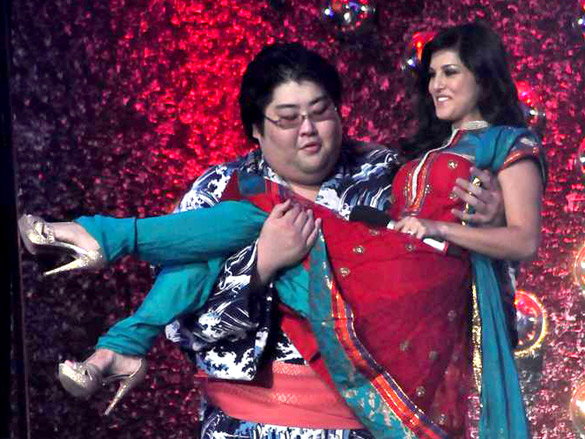
Ямамотояма и канадская актриса Санни Леоне на съёмках телешоу Bigg Boss

В 2012 Яма появился в пятом сезоне реалити-шоу Bigg Boss. До этого он заявил репортёрам что уже отметился в четвёртом сезоне и любит это шоу и индийскую культуру, несмотря на то, что не владеет ни хинди ни английским Для облегчения общения с соседями ему выдали комплект плакатов с картинками. Для вовлечения Ямамотоямы в процесс были запланированы специальные мероприятия, которые помогли зрителям получить представление о жизни профессионального японского борца сумо Яма вступил в шоу на 91-й день в качестве гостя и пробыв там день простился с домом. В последнюю неделю Яма обучал своих товарищей по шоу оригами.
В 2013 году Ямамотояма участвовал в шоу-туре проходящим во многих городах США «Сумо+Суши», спонсорами выступили коммерческая сеть Living Social и USA Sumo. Показывали тренировки по сумо участников и настоящие (хотя несколько сдержанные схватки) между Ямой и другими звёздами сумо, такими как Уламбаярын Бямбажав и Kelly Gneiting. В мае 2015, Яма принял участие в американской телепрограмме The Bachelorette вместе с Уламбаярыном Бямбажавом. В 2017 он снялся в видеоклипе для песни «Shape of You» песня британского автора-исполнителя Эда Ширана.
Также в 2017 году он снялся в голливудской кинокартине Джон Уик 2 вместе с Киану Ривзом.

## Стиль борьбы
Наиболее часто Ямамотояма побеждал, используя технику ёрикири (силовое вытеснение корпусом), предпочитал захват мигиёцу (левая рука захватывает с внешней стороны, а правая между руками противника захватывает пояс). Он также регулярно побеждал, используя осидаси (выталкивание) и уватэнагэ (захват рукой за пояс через руку противника и бросок поворотом корпуса).

## Результаты с дебюта в макуути
| Год в сумо | Январь Хацу басё, Токио                          | Март Хару басё, Осака                             | Май Нацу басё, Токио       | Июль Нагоя басё, Нагоя      | Сентябрь Аки басё, Токио | Ноябрь Кюсю басё, Фукуока    |
| --- | ------------------------------------------------ | ------------------------------------------------- | -------------------------- | --------------------------- | ------------------------ | ---------------------------- |
| 2007 | (Маэдзумо)                                       | Дзёнокути #32 востока 6–1                         | Дзёнидан #61 востока 7–0–P | Сандаммэ #59 запада 6–1     | Сандаммэ #6 запада 6–1   | Макусита #32 востока 1–6     |
| 2008 | Макусита #58 востока 7–0                         | Макусита #6 востока 5–2                           | Макусита #2 востока 4–3    | Макусита #1 запада 6–1–PPP  | Дзюрё #12 востока 9–6    | Дзюрё #3 запада 9–6          |
| 2009 | Маэгасира #15 запада 8–7                         | Маэгасира #13 запада 8–7                          | Маэгасира #9 запада 7–8    | Маэгасира #11 востока 4–7–4 | Дзюрё #2 запада 9–6      | Маэгасира #15 востока 2–12–1 |
| 2010 | Дзюрё #9 запада 7–8                              | Дзюрё #10 запада 7–8                              | Дзюрё #11 запада 8–7       | Дзюрё #10 востока 5–7–3     | Дзюрё #13 запада 0–1–14  | Макусита #13 запада 0–2–5    |
| 2011 | Макусита #48 запада Пропустил из-за травмы 0–0–7 | Сандаммэ #31 востока Пропустил из-за травмы 0–0–7 | Отставка 0–0               | x                           | x                        | x                            |
| Результат приведен как победил-проиграл-снялся Победа Малый кубок Отставка Не выступал в макуути Специальные призы: Д=За боевой дух (Канто-сё); В=За выдающееся выступление (Сюкун-сё); Т=За техническое совершество (Гино-сё) Ещё показаны: ★=Кимбоси; P=Участие в дополнительном финале Лиги: Макуути — Дзюрё — Макусита — Сандаммэ — Дзёнидан — Дзёнокути Ранги макуути: Ёкодзуна — Одзэки — Сэкивакэ — Комусуби — Маэгасира |                                                  |                                                   |                            |                             |                          |                              |